# Болетина
Болетина (словен. Boletina) — поселення в общині Шентюр, Савинський регіон, Словенія. 
Висота над рівнем моря: 329,4 м.